# La Bouquetière des Catalans
La Bouquetière des Catalans est un film muet français réalisé par Louis Feuillade[réf. nécessaire] et Gaston Ravel et sorti en 1914.

## Fiche technique
- Réalisation : Gaston Ravel[1] et Louis Feuillade[réf. nécessaire]
- Société de production : Société des Établissements L. Gaumont
- Pays de production : France
- Format : Muet - Noir et blanc
- Métrage : 900 m
- Genre : Court métrage
- Date de sortie : 1914

## Distribution
- Musidora
- Jean Signoret
- Claude Mérelle[2]